# Championnat de Maurice de football 2015-2016
Navigation
Saison précédente Saison suivante
La saison 2015-2016 de Barclays League est la soixante-treizième édition de la première division mauricienne. Les dix meilleures équipes du pays s'affrontent à quatre reprises au sein d'une poule unique. À la fin du championnat, les deux derniers du classement sont relégués et remplacés par les deux premiers de deuxième division.
C'est l'AS Port-Louis 2000 qui remporte la compétition cette saison après avoir terminé en tête du classement final, avec quatorze points d'avance sur le Pamplemousses SC et seize sur La Cure Sylvester. Il s'agit du sixième titre de champion de Maurice de l'histoire du club.

## Les clubs participants
- AS Port-Louis 2000
- AS Quatre-Bornes
- GRSE Wanderers - Promu de D2
- Pamplemousses SC
- Cercle de Joachim SC
- AS Rivière du Rempart
- Chamarel SC
- Petite Rivière Noire SC
- La Cure Sylvester
- Curepipe Starlight

## Classement
Le classement est établi sur le barème de points classique (victoire à 3 points, match nul à 1, défaite à 0).
| Rang | Équipe                  | Pts | J  | G  | N  | P  | Bp | Bc | Diff |
| ---- | ----------------------- | --- | -- | -- | -- | -- | -- | -- | ---- |
| 1    | AS Port-Louis 2000      | 80  | 36 | 24 | 8  | 4  | 75 | 23 | +52  |
| 2    | Pamplemousses SCC       | 66  | 36 | 19 | 9  | 8  | 72 | 42 | +30  |
| 3    | La Cure Sylvester       | 64  | 36 | 18 | 10 | 8  | 67 | 37 | +30  |
| 4    | AS Quatre-Bornes        | 62  | 36 | 17 | 11 | 8  | 44 | 33 | +11  |
| 5    | Cercle de Joachim SCT   | 51  | 36 | 13 | 12 | 11 | 42 | 35 | +7   |
| 6    | Petite Rivière Noire SC | 43  | 36 | 11 | 10 | 15 | 47 | 62 | -15  |
| 7    | AS Rivière du Rempart-1 | 40  | 36 | 11 | 8  | 17 | 53 | 73 | -20  |
| 8    | GRSE WanderersP         | 35  | 36 | 9  | 8  | 19 | 32 | 66 | -34  |
| 9    | Curepipe Starlight      | 27  | 36 | 7  | 6  | 23 | 39 | 64 | -25  |
| 10   | Chamarel SC             | 26  | 36 | 6  | 8  | 22 | 33 | 69 | -36  |

| Légende : Qualifications et relégations | Légende : Qualifications et relégations                                                 |
| --------------------------------------- | --------------------------------------------------------------------------------------- |
|                                         | Qualification pour la Ligue des champions de la CAF 2017                                |
|                                         | Qualification pour la Coupe de la confédération 2017                                    |
|                                         | Participation au barrage de promotion-relégation                                        |
|                                         | Relégation directe en deuxième division                                                 |
|                                         | T : Tenant du titre P : Promu de deuxième division C : Vainqueur de la Coupe de Maurice |

## Bilan de la saison
| Championnat de Maurice de football 2015-2016 |                               |
| Champion                                     | AS Port-Louis 2000 (6e titre) |
| Coupes et trophées                           |                               |
| Vainqueur de la Coupe de Maurice 2015-2016   | Pamplemousses SC              |
| Qualifications continentales                 |                               |
| Ligue des champions de la CAF 2017           | AS Port-Louis 2000            |
| Coupe de la confédération 2017               | Pamplemousses SC              |
| Promotions et relégations                    |                               |
| Promus en Barclays League                    | Savanne SC                    |
| Promus en Barclays League                    | Roche-Bois Bolton City        |
| Relégués en First League                     | Curepipe Starlight            |
| Relégués en First League                     | Chamarel SC                   |